# Minua guatopensis
Minua guatopensis is een hooiwagen uit de familie Minuidae.